# Marco Negri
Marco Negri (Mântua, 24 de maio de 1955) é um ex-jogador de voleibol da Itália que competiu nos Jogos Olímpicos de 1976 e 1984.
Em 1976, ele participou de todos os cinco jogos e o time italiano finalizou na oitava colocação na competição olímpica. Oito anos depois, ele fez parte da equipe italiana que conquistou a medalha de bronze no torneio olímpico de 1984, no qual atuou em três partidas.